# Герхарт Хауптман
Герхарт Хауптман (на немски: Gerhart Johann Robert Hauptmann) е германски писател, драматург, сред най-видните представители на немския натурализъм.

## Биография
Хауптман е роден на 15 ноември 1862 г. в семейство на гостилничар в Бад Залцбрун, Силезия, днес град Шчавно Здрой в Полша. Баща му е собственик на ресторант, но дедите му са тъкачи. Недоволството му от пруския модел на обучение и честите заболявания стават причина за посредствени успехи в училището и до повтаряне на един от класовете. След завършване на гимназия Хауптман се установява в имението на един от чичовците си в Силезия, където получава солидно аграрно образование.
На 28 години се записва да следва скулптура в Кралската академия на изкуствата в Бреслау (днес Вроцлав), откъдето още на следващата година е изключен поради незадоволително поведение и слаби резултати. След нов, също така краткотраен и неуспешен опит да продължи следването си в същия град, Хауптман учи за кратко философия в университета в Йена, където слуша лекциите на бележития биолог Хегел (1882). Последният му опит в попрището на художник е осъществен с финансовата подкрепа на бъдещата му съпруга Мари, чиято сестра е омъжена за брат му Карл: Хауптман заминава заедно с брат си за Рим (1884), където двамата наемат ателие. След като монументалната му скулптура „Германски воин“ се срутва (поради грешка в статиката ѝ), той окончателно се отказва от идеята да бъде художник.
Щом завършва образованието си, Герхард Хауптман се отдава изцяло на литературата. Предприема редица пътувания до Испания, Италия, Швейцария и др. Своите впечатления от Италия Хауптман е изразил в лирическата си поема „Съдбата на Прометидите“ (1885).

## Творчество
През 1885 г. Хауптман се жени за Мари Тинеман, дъщеря на едър земевладелец. С това решава финансовите си затруднения и оттук нататък може да работи като писател на свободна практика. Премества се да живее в Берлин, където поддържа контакти с редица известни личности. Първата драма, с която Хаутпман се налага на немска сцена, е „Пред изгрев слънце“ (1889). Представянето на драмата в театър „Свободна зона“ е цяло събитие в Германия. Премиерата означава победа за новатора-драматург. Втората пиеса на Хаутпман е „Празник на примирението“ (1890), а следващата е „Самотни хора“ (1891). Една от най-забележителните драми на Хаутпман е „Тъкачите“ (1893), където той изобразява глада и бунта на работниците. Драмата е в пет действия и прави впечатление големият брой действащи лица в нея. Почти едновременно с „Тъкачите“ Хаутпман поставя на сцената комедията „Бобровата шуба“ (1893). През 1894 г. излиза драмата му „Възнесението на Ханеле“. Според Константин Гълъбов в тази драма „се мирят по странен начин натуралистичните с романтични елементи“.
През втората половина на 1890-те години и началото на 20 век Хаутпман пише драми, които разкриват как развитието му клони ту към реализма, ту към символизма. Към първата група спадат социално-реалистичните драми „Коларят Хеншел“ (1893), „Михаел Крамер“ (1900), „Плъхове“ (1911) и др. От втората група най-голям интерес предизвиква драмата „Потъналата камбана“ (1896), която може да се нарече драма-приказка. Произведенията му писани по време и след Първата световна война са изпълнени с тревога, смут, страдание, песимизъм – „Зимна балада“ (1917), „Островът на великата майка“ (1924) и др. Последната му реалистична драма е „Пред залез слънце“ (1932).

## Влияние
През 1912 г. Герхарт Хауптман получава Нобелова награда за литература.
В началото на XX век той е сред най-известните немски писатели, като след Първата световна война му е предложена кандидатура за райхспрезидент, която Хауптман отказва.

### В България
През 1899 година на български е преведена драмата „Тъкачите“, а през 1902 година - „Михаил Крамер“. Сред преводачите на Хауптман са Николай Лилиев („Елга“, 1921 г., в съавторство с Петко Атанасов), Мара Белчева, Атанас Кирчев (превел от руски „Самотни хора“, 1906), Михаил Кремен („Възнесението на Ханеле“, 1911, в изданието отбелязано само като „Ханеле“).
През 1905 година в София е представена драмата „Самотни хора“ (10 пъти), по-късно в Народния театър - „Коларят Хеншел“ (21 пъти), „Елга“ (45 пъти), „Потъналата камбана“ (25 пъти). В други театри са играни „Тъкачите“, „Възнесението на Ханеле“ и други.
Константин Гълъбов смята, че наред с Ибсен Хуаптман е оказал известно влияние върху драмите на Петко Ю. Тодоров и Иван Кирилов.

## Произведения
- Съдбата на Прометидите (1885)
- Пред изгрев слънце (1889)
- Празник на примирението (1890)
- Самотни хора (1891)
- Тъкачите (1893)
- Бобровата шуба (1893)
- Възнесението на Ханеле (1893)
- Коларят Хеншел (1893)
- Елга (1896)
- Михаел Крамер (1900)
- Потъналата камбана (1896)
- Плъхове (1911)
- Зимна балада (1917)
- Островът на великата майка (1924)
- Пред залез слънце (1932)
- Великият сън
- Атлантида
- Стрелочникът Тил
- Карнавал